# Желтолицый медосос
Желтолицый медосос (лат. Caligavis chrysops) — австралийский вид воробьинообразных птиц из семейства медососовых (Meliphagidae). Выделяют три подвида. Свое общее и научное названия он получил благодаря характерным жёлтым полосам по бокам головы. Его громкий и чистый крик часто начинается за двадцать или тридцать минут до рассвета. Он широко распространен в восточной и юго-восточной Австралия, в открытых склерофильных лесах от прибрежных дюн до высокогорных субальпийских районов, а также в лесах вдоль ручьёв и рек. Сравнительно короткоклювый для медососа, он, как полагают, приспособился к питанию мухами, пауками и жуками, а также нектаром и пыльцой цветов таких растений, как банксия и гревиллия, и мягкими фруктами. Он ловит насекомых в полете, а также собирает их с листвы деревьев и кустарников.
Некоторые желтолицые медососы ведут оседлый образ жизни, но сотни тысяч мигрируют на север с марта по май, чтобы провести зиму в южном Квинсленде, и возвращаются в июле-августе для размножения в южном Новом Южном Уэльсе и Виктории. Они образуют социально моногамные пары и откладывают два-три яйца в непрочное чашеобразное гнездо. Процент успеха может быть низким, и пары гнездятся несколько раз в течение сезона размножения.
Медососы предпочитают лесные местообитания и уязвимы для воздействия человеческого фактора, включая расчистку земель и выпас скота. В некоторых районах он считается вредителем фруктовых садов. Поскольку желтолицый медосос распространен повсеместно, Международный союз охраны природы (МСОП) считает, что его охрана вызывает наименьшую озабоченность и присвоил таксону охранный статус «Виды, вызывающие наименьшие опасения» (LC).

## Таксономия
Желтолицый медосос был впервые описан и помещён в род Sylvia орнитологом Джоном Лейтемом в его работе «Supplementum Indicis Ornithologici, sive Systematis Ornithologiae» в 1801 году. Французский орнитолог Луи Жан Пьер Вьейло в 1817 году описал его как Melithreptus gilvicapillus, а английский зоолог Джордж Роберт Грей в 1869 году — как Ptilotis trivirgata. Видовое название chrysops происходит от др.-греч. χρυσός, означающего «золото», и πρόσωπο, означающего «лицо», в связи с полосой жёлтых перьев.
До 2011 года желтолицый медосос классифицировался в роде Meliphaga, а затем Lichenostomus. Выделение последнего рода было систематически спорным, а оценка отношений между медососами в роде с использованием нуклеотидной выборки подтвердила предыдущие выводы о том, что Lichenostomus не является монофилетическим. Пять видов ранее были описаны как составляющие подгруппу Caligavis, но исследования, проведенные с использованием митохондриальной ДНК, выявили, что желтолицый медосос наиболее тесно связан с видами Caligavis subfrenatus и C. obscurus из Новой Гвинеи; поэтому они были объединены в род Caligavis. Родовое название происходит от латинского caligo — «туман, неясность» и avis — «птица». Медососы Bolemoreus frenatus и B. hindwoodi достаточно сильно отличаются и в 2011 году были выделены в отдельный род Bolemoreus. Генетическое исследование 2017 года с использованием митохондриальной и ядерной ДНК показало, что предок желтолицего медососа отделился от общего предка двух других видов Caligavis около семи миллионов лет назад.
Существует три подвида желтолицего медососа, два из которых были описаны австралийским орнитологом-любителем Грегори Мэтьюсом в 1912 году. Существуют лишь очень незначительные различия между номинальной расой и C. c. samueli, найденной в хребте Маунт-Лофти в Южной Австралии, и C. c. barroni из хребта Кларка и Атертонского плоскогорья в Квинсленде. Последняя раса описана как «слабо дифференцированная» и «возможно, не заслуживающая признания» в справочнике птиц мира Handbook of the Birds of the World.
Главный хирург Нового Южного Уэльса Джон Уайт поймал одну особь в мае 1788 года, назвав её желтолицей мухоловкой в своём Journal of a Voyage to New South Wales, который был опубликован в 1790 году. Лейтем назвал её чернощёкой пеночкой. Британский орнитолог и анималист Джон Гульд в 1848 году назвал её желтолицым медососом (Yellow-faced honeyeater), что стало её официальным названием. Он также известен как желторотый медосос или квитчуп (quitchup), что связано с его голосовыми позывками.

## Описание

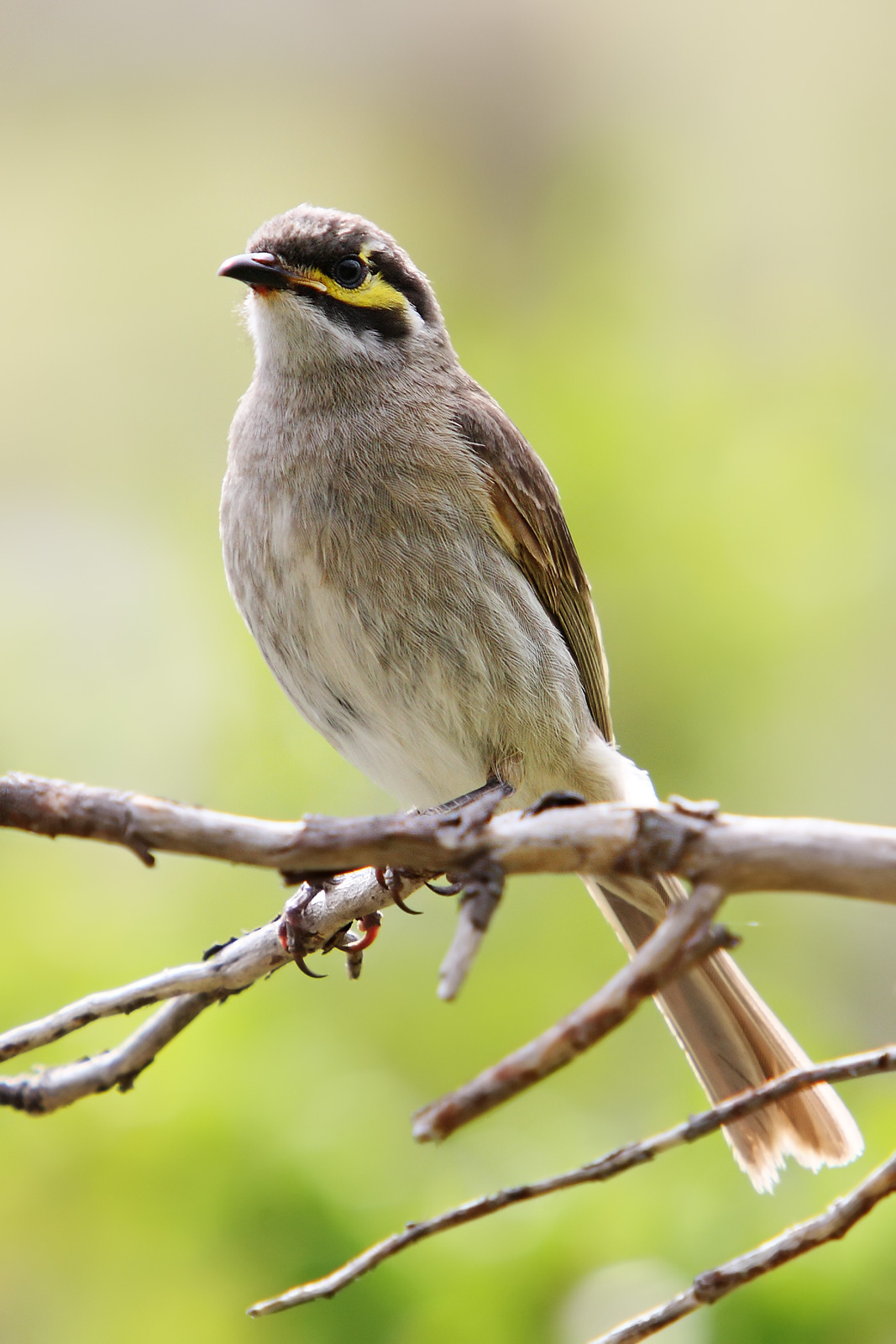
Под глазом проходит характерная жёлтая полоса.

Желтолицый медосос — серовато-коричневая птица среднего размера, получившая свое общее название из-за характерных желтых полос по бокам головы. Жёлтые перья образуют узкую полосу над клювом, которая расширяется и изгибается под глазом, заканчиваясь небольшим белым участком перьев на ушных перьях. Над жёлтой полосой проходит чёрная глазная полоса, которая прерывается небольшим жёлтым или белым пятном за глазом, а ниже — ещё одна чёткая чёрная полоса, проходящая по всей длине жёлтой линии. Подбородок, горло и грудь бледного серовато-коричневого цвета с полосками более тёмного серого цвета, а брюшко светло-серое. Верхняя часть тела от тёмного серовато-коричневого до оливково-коричневого цвета. Оливково-зелёные внешние края маховых перьев образуют оливковую полосу на сложенном крыле. Клюв чёрный и слегка изогнутый вниз. Ноги серо-коричневые. Радужная оболочка глаза у взрослых птиц сумрачно-голубая, а у молодых — коричневая. Молодые особи очень похожи на взрослых, у них немного меньше полос на груди, оранжево-коричневый кончик на клюве и более жёлтый затылок; самцы и самки также похожи, но самцы немного крупнее (в среднем на 0,8 г тяжелее); в полевых условиях видимых различий между подвидами нет. Длина желтолицего медососа составляет в среднем 15—17,5 см, размах крыльев — 21,5—26 см, вес — 12,5—20,5 г (в среднем 17 г).

### Голос
Одна из первых птиц, которых можно услышать утром, желтолицый медоед издаёт полные, громкие и чрезвычайно разнообразные звуки. Самец поёт около часа, начиная за двадцать или тридцать минут до рассвета. Песня представляет собой бегущую серию нот, звучащих как «чик-ап, чик-ап» (chick-up), откуда и происходит её общее название «квитчуп». Встречное пение (повторение песни первой птицы) соседних птиц — обычное явление. Территориальный клич, который также подают соперники во время драк, представляет собой длинное preet с восходящим наклоном. Тревожный сигнал — громкий трелирующий свист. Обычными позывками, которые считаются контактными, являются анимированные двухнотные позывки, описываемые как terric, terric, cr-rook, cr-rook или put-put, put-put.

## Распространение и экология

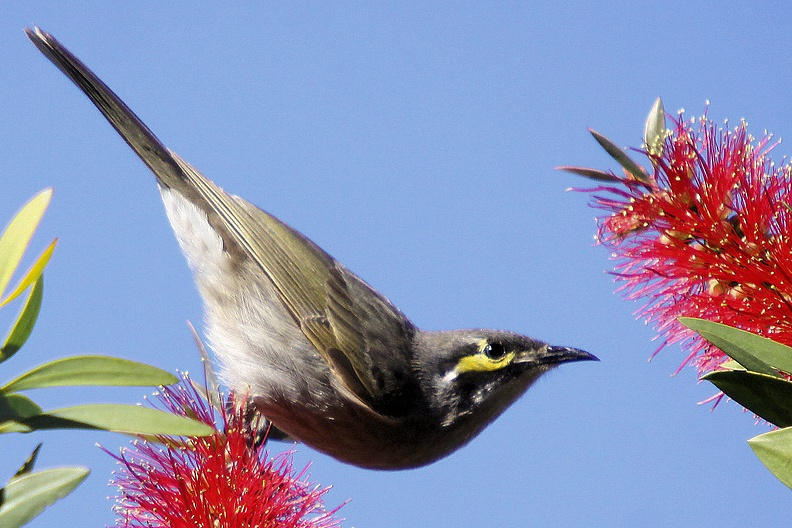
Желтолицего медососа можно увидеть кормящимся на садовых кустарниках.

### Распространение
Желтолицый медосос обитает по широкой дуге вдоль побережья от окрестностей Куктауна в северном Квинсленде и по линии от Чартерс-Тауэрс на юг до Олбери и побережья, а затем на запад до полуострова Флёрьё и хребта Маунт-Лофти в Южной Австралии. Плотность популяции была зарегистрирована от 0,01 птицы на гектар возле Армидейла в Новом Южном Уэльсе до 7,8 птицы на гектар в Тарнагулле, штат Виктория. В зимние месяцы, в июне и июле, численность обычно ниже в Виктории и выше в Квинсленде, после их миграции на север.

### Экология
На всем своем ареале желтолицый медосос встречается в самых разных местах обитания — в открытых склерофильных лесах от прибрежных дюн до высокогорных субальпийских районов, а также часто в прибрежных лесах. Чаще всего он обитает в открытых лесах с преобладанием Corymbia maculata и эвкалиптов (Eucalyptus crebra и E. melanophloia), со светлым, кустарниковым подлеском, и реже в сухих, открытых лесах и лесных массивах с преобладанием ангофоры, акаций, банксий, казаурин или каллитрисов, или в высокогорных, высоких, открытых лесах из Eucalyptus delegatensis и лесных массивах с преобладанием эвкалипта E. pauciflora или E. albens. Он был зарегистрирован в прибрежном вереске во время цветения банксий и среди цветущих мангровых зарослей. Он обитает на участках, зараженных сорняками, такими как Ракитник венечный (Cytisus scoparius) и ежевика, а также на застроенных территориях, включая сады, парки и огороды, где питается выращенными фруктами и цветами. Его можно встретить в лесах, восстанавливающихся после пожара или вырубках, хотя он чаще встречается в зрелых лесах. Он встречается в лесах с подлеском из склерофильных растений.

### Миграции
По всему ареалу обитания желтолицего медососа есть постоянные популяции, но в основном это сезонный, широтный, дневной мигрант. Осенью (с марта по май) он мигрирует на север вдоль нагорья и прибрежной полосы восточной Австралии в южный Квинсленд, чтобы вернуться весной (с августа по октябрь) того же года. Обычно птицы перемещаются стаями от 10 до 100 птиц, но иногда в более крупных группах, насчитывающих 1000 и более птиц. В группы могут входить другие виды, такие как Melithreptus lunatus, Ptilotula fusca, крикливый филемон (Philemon corniculatus) и Zosterops lateralis. Они перемещаются последовательными стаями со скоростью до нескольких тысяч птиц в час. Более 100 000 птиц были зарегистрированы пролетающими мимо Гастингс Пойнт в Новом Южном Уэльсе в течение одного дня в мае 1965 года. Этот вид способен обнаруживать геомагнитные поля и использует их для навигации во время миграции. Эксперименты, в которых вертикальная составляющая магнитного поля была изменена на противоположную, показали, что магнитный компас желтолицего медососа основан на наклоне линий поля, а не на полярности, то есть они различают направление на экватор и Южный полюс, а не на север и юг. Их полёт проходит в одном общем направлении, но не по прямой линии, поскольку стаи держатся растительных районов, преодолевают разрывы в горных хребтах и огибают города.
Миграция многих птиц в Австралии, включая медососов, обычно описывается как происходящая в основном в ответ на внешние стимулы окружающей среды, такие как наличие пищи или приток воды. Было обнаружено, что желтолицый медосос обладает широким спектром характеристик, которые чаще ассоциируются с мигрантами Северного полушария. Это годовой цикл миграционного беспокойства, соответствующая сезону ориентация, основанная на магнитных, солнечных и поляризованных световых сигналах, и миграционная программа, основанная на компасе магнитного склонения.

## Поведение
Желтолицый медосос обычно встречается поодиночке, парами или небольшими семейными группами, когда не мигрирует. Они кормятся поодиночке, парами или небольшими группами до десяти птиц, а во время миграции — более крупными группами. Иногда они кормятся в больших кормовых стаях из различных видов, состоящих преимущественно из насекомоядных птиц.